# Hrvatska uzdanica Uskoplje
Hrvatska uzdanica Uskoplje (ili samo Uzdanica) je udruga građana osnovana 11. veljače 1995. godine u Uskoplju. Udruga je osnovana radi čuvanja, promicanja i širenja hrvatske kulture i duhovnosti uskopaljskog kraja i uopće odgojno-obrazovnog rada, pomoći nadarenim i siromašnim učenicima i studentima i njihova stipendiranja, kulturno-umjetničkog rada itd. Iako je polje rada Hrvatske uzdanice Uskoplje iznimno široko, ona je u godinama svoga postojanja postala prepoznatljiva prije svega po svojoj izdavačkoj djelatnosti.
Hrvatska uzdanica dodjeljuje nagradu Stjepan Džalto.
Do sada su u izdanju Hrvatske uzdanice objavljeni sljedeći naslovi:
- Ante Škegro: Uskoplje I. Uskoplje na Vrbasu od prapovijesti do kraja austro-ugarske uprave, (monografija) 1996.
- Nevenka Budimir - Nada Plejić - Josip Kolak: Prosinac pozdravlja Uskoplje, (pjesme), 1997.
- Josip Mlakić: Puževa kućica, (kratke priče), 1997.
- Janja Mikulić: Pozdravi sve (pjesme), 1998.
- Anto Šarić: Tko je kršćanin, (članci), 1999.
- Milan Bešlić: Bugojno i okolina, 1999.
- Petnaestorica, Zbornik književnih radova autora rođenih u Skopaljskoj dolini, 2000.
- Stjepan Džalto: Spaljeno ognjište (kratke priče), 2000.
- Ante Škegro i dr.: Ruža na vjetru, Župa sv. Male Terezije od Djeteta Isusa u Bistrici na gornjem Vrbasu (monografija), 2003.
- Hrvati Uskoplja - okolnosti i perspektive (Zbornik radova s istoimenog Okruglog stola)
- Janja Mikulić: Magdalena popravlja svijet (priče za djecu), 2006.
- Janja Mikulić: Ana Trepavičarka (priče za djecu i mladež), 2006.
- Ivo Zeko: Miš i slon i druge basne (priče za djecu), 2008.
- Ivo Zeko: Basne uskopaljskih šuma (priče za djecu), 2010.
- Antun Lučić: Skopaljski Rabelais (zbirka kratkih priča različitih autora), 2012.